# 트위터 (스피커)

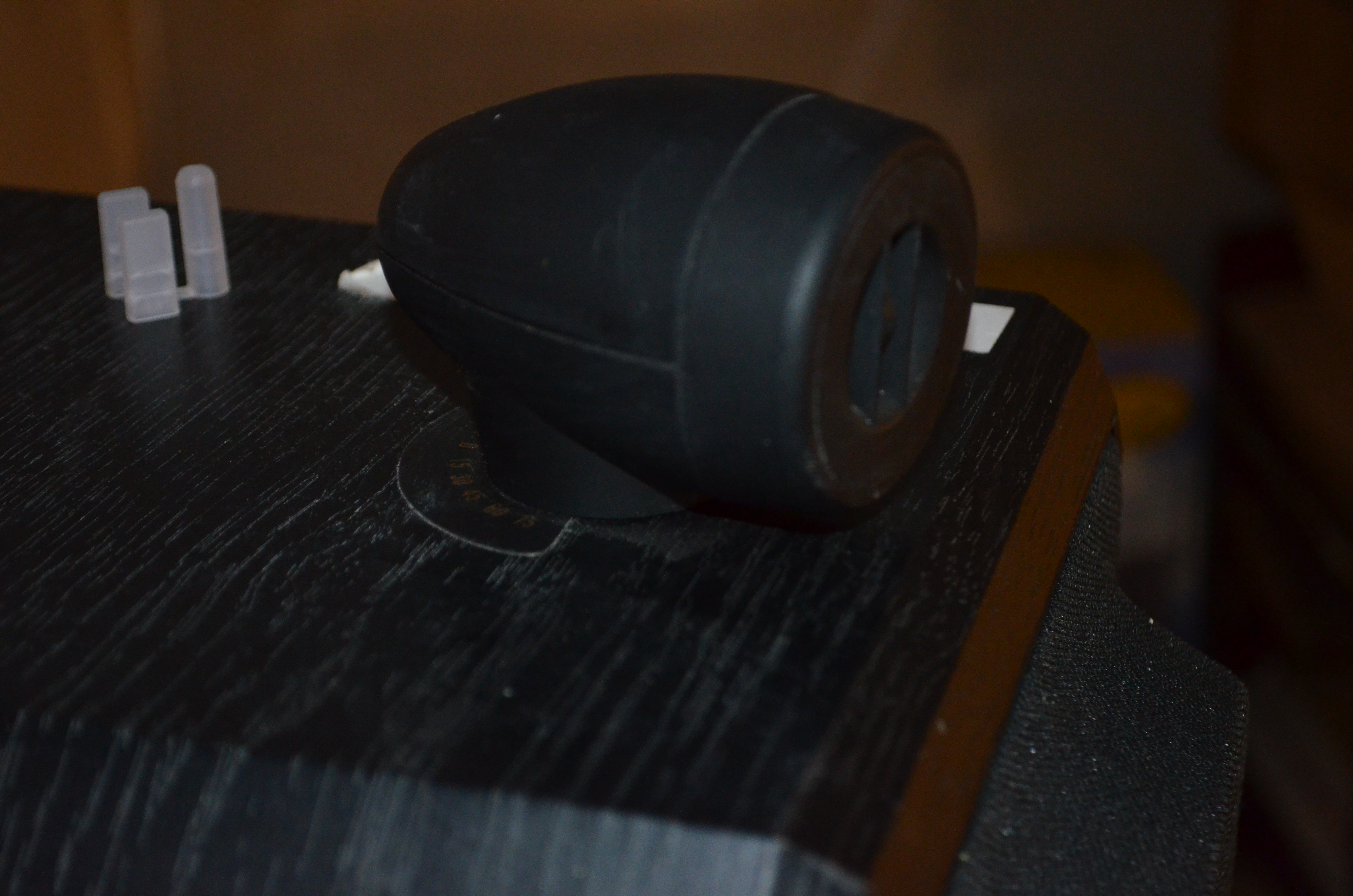
에그 트위터가 있는 옴(ohm) 스피커

트위터(Tweeter)는 고음을 담당하는 스피커의 하나이다.

## 정의
일반적으로 스피커들이 낼 수 있는 음역대는 정해져 있다. 청력에 문제가 없는 건강한 사람이 들을 수 있는 가청 주파수는 20 Hz ~ 20KHz 대다. 스피커는 용도별로 서브우퍼, 우퍼, 미드 우퍼, 스코커, 트위터, 슈퍼 트위터로 분류 된다. 분류가 있는 만큼 일반적으로 스피커 별로 재생 음역대가 정해져 있다. 서브 우퍼는 20 Hz ~ 99 Hz, 우퍼는 100 Hz ~ 299 Hz, 미드 우퍼는 300 ~ 499 Hz, 스코커는 500 Hz ~ 2.9KHz, 트위터는 3KHz ~ 6.9KHz,슈퍼 트위터는 7KHz ~ 20KHz 정도의 음역대가 정해져 있다. 여기서 다룰 트위터와 슈퍼 트위터는 각각 3KHz ~ 6.9KHz와 7KHz ~ 20KHz 대역의 음을 재생하며 트위터는 우퍼와 함께 필수이며 슈퍼 트위터는 선택형이다.

## 역할
3KHz ~ 6.9KHz 대역의 고음을 담당하며 그만큼 크기가 작다. 트위터는 조심히 다뤄야 되는 스피커다. 우퍼 스피커에 20 Hz ~ 20KHz 대역을 보내면 고음의 손실은 있어도 스피커 유닛은 멀쩡하나 트위터에 20 Hz ~ 20KHz 대역을 보내면 저음 대역으로 트위터가 완전히 망가진다. 따라서 크로스 오버라는 부품으로 대역을 나눈다. 크로스 오버보다는 채널 디바이더로 나누는 게 정답인데 크로스 오버는 앰프 시스템으로 커진 소리를 나누다 보니 손실이 있지만 채널 디바이더는 주파수를 미리 나누고 대역별로 다른 앰프를 써서 증폭하므로 섬세한 음을 얻을 수 있다

### 슈퍼 트위터의 존재 이유
7KHz ~ 20KHz 대역의 날카롭고 강렬한 고음을 재생하는 목적이지만 거의 트위터가 웬만한 고음을 다 재생하므로 있어도 그만 없어도 그만이다. 20KHz를 넘어 초음파를 낼 수 있는 스피커도 있지만 그건 의료용 같은 특수목적용이다.

## 같이 보기
- 스피커
- 미드레인지 스피커